# سیمیون پوپسکو
سیمیون پوپسکو (رومانیایی: Simion Popescu؛ زادهٔ ۱۱ اوت ۱۹۴۰) کشتی‌گیر اهل رومانی بود.
وی در مسابقات کشوری و بین‌المللی در مجموع برندهٔ ۲ مدال طلا، ۲ مدال نقره، ۲ مدال برنز شده‌است.